# The House of Love
The House of Love is een Britse rockband.

## Bezetting
- Guy Chadwick[5] (zang, gitaar)
- Pete Evans[6] (drums)
- Terry Bickers[7] (gitaar, tot 1989 en sinds 2002)
- Chris Groothuizen[8] (basgitaar, tot 1993)
- Andrea Heukamp[9] (zang, gitaar, tot 1992)
- Simon Walker[10] (gitaar, 1989–1992)
- Simon Mawby[11] (gitaar, 1992/1993)
- Matt Jury[12] (basgitaar, sinds 2002)

## Geschiedenis
Nadat Chadwicks eerste band The Kingdoms na een single weer werd ontbonden, ging hij op zoek naar een nieuwe band. De roman A Spy in the House of Love van Anaïs Nin stond model voor de bandnaam. Samen met zijn vriend Pete Evans zocht hij per advertentie in Melody Maker verdere muzikanten en vond Terry Bickers, de Nieuw-Zeelander Chris Groothuizen en de Duitse Andrea Heukamp. Ze maakten spoedig naam als liveband.
Als grote fan van The Jesus and Mary Chain klampte Chadwick zich hardnekkig aan diens labelbaas Alan McGee, totdat de band uiteindelijk in mei 1987 hun eerste single Shine On mocht opnemen, die werd uitgebracht bij Creation Records. De lof van de critici volgde op een weinig aandacht krijgende tweede single, voordat hij zich door bemoedigende concertoptredens van een grotere fanschare verzekerde. Zangeres Andrea, die het toeren te belastend werd, maakte een onderbreking nog voordat in 1988 de single Christine en het eerste album uitkwam. Beide publicaties veroverden de topposities van de onafhankelijke hitlijsten niet alleen in het Verenigd Koninkrijk, maar ook in de rest van Europa en de Verenigde Staten.
Ofschoon ze daarna op de voorpagina's van de muziekbladen prijkten en hun een grote carrière werd voorgespiegeld, begon hun eerste single Never bij een nieuw label met een matige 41e plaats in de officiële Britse hitlijst. Daarbij kwamen de typische rock-'n-roll-allures, zoals alcohol-,  drugsgebruik, vandalisme en negatieve krantenkoppen, die veeleer leidden tot terughoudende reacties. De volgende single I Don't Know Why I Love You kwam ook niet verder dan de 41e plaats, maar was daarvoor wel hun grootste hit in de Amerikaanse modern rock-hitlijst (#2, 1990). Kort daarna kwam het tot een ruzie tussen Chadwick en Terry Bickers, hetgeen leidde tot een scheiding. Terry werd vervangen door Simon Walker, de gitarist van The Dave Howard Singers.
In februari 1990 namen ze hun allereerste single Shine On opnieuw op en scoorden daarmee hun grootste singlehit (#20) in het Verenigd Koninkrijk. Het onmiddellijk volgende album, dat net als alle vroege albums geen naam had en meestal het Butterfly-album werd genoemd (wegens de afgebeelde, covervullende vlinders), haalde zelfs de albumhitlijst (#8) en werd meer dan 400.000 keer verkocht. Er volgden tournees door Europa, de Verenigde Staten en het Verenigd Koninkrijk, waar de band zelfs de Royal Albert Hall vulde.
Daarna kwamen de singles Beatles and the Stones, The Girl with the Loneliest Eyes, Feel en You Don't Understand en waren net als de derde lp Babe Rainbow doorsnee hitsuccessen. Simon Walker verliet in 1992 naar aanleiding van muzikale meningsverschillen weer de band en werd bij de albumopnamen vervangen door verschillende gastmuzikanten. Simon Mawby, die al gitaar had gespeeld voor Jimmy Somerville, completeerde de band voor de volgende Amerikaanse tournee. Daaropvolgend nam de band als trio nog een album op, dat nog een keer in de hitlijst kwam, maar Pete Evans had al besloten, de muziekbusiness vaarwel te zeggen en aldus was in 1993 het einde van de band gekomen.
Chadwick werkte daarna toe naar andere projecten en probeerde het uiteindelijk als solist, net als Groothuizen. In 2002 kwam het uiteindelijk tot de iets verrassende comeback van The House of Love. Als eerste deden uitgerekend de oude kemphanen Chadwick en Bickers, die tussentijds met zijn band Levitation succesvol was geweest, zich samen als duo. Daarna keerde ook Peter Evans terug. Matt Jury kwam als nieuweling binnen, waarna ze weer op tournee gingen. In 2004 namen ze zelfs nog het album Days Run Away op, waarvan de single Love You Too Much in 2005 opnieuw de Britse hitlijst haalde. In 2005 coverde de Noorse band Apoptygma Berzerk hun hit Shine On en was daarmee in Duitsland in de hitlijst zeer succesvol.

## Discografie

### Singles
- 1987: Shine On
- 1988: Real Animal
- 1988: Christine
- 1988: Destroy the Heart
- 1989: Never
- 1989: I Don't Know Why I Love You
- 1990: Shine On [heruitgave]
- 1990: Beatles and the Stones
- 1991: The Girl with the Loneliest Eyes
- 1992: Feel
- 1992: You Don't Understand
- 1992: Crush Me
- 2005: Love You Too Much
- 2005: Gotta Be That Way

### Albums
- 1988: The House of Love [sampler van de eerste beide singles]
- 1988: The House of Love [1e album]
- 1990: The House of Love [2e album]
- 1990: The House of Love [3e album]
- 1992: Babe Rainbow
- 1993: Audience with the Mind
- 2000: The John Peel Sessions 1988:1989
- 2004: The Fontana Years
- 2005: Days Run Away
- 2006: The Complete John Peel Sessions
- 2009: Live at the BBC
- 2013: She Paints Words In Red